# Clarisa Fernández
Ne pas confondre avec Anna Maria Fernández, Gigi Fernández, Leylah Fernandez, María-Isabel Fernández et Mary Joe Fernández, également joueuses de tennis.
Clarisa Fernández (née le 28 août 1981 à Córdoba) est une joueuse de tennis argentine, professionnelle depuis 1998.
En 2002, alors classée 87e mondiale et à sa première participation, elle a atteint les demi-finales à Roland-Garros (battue par Venus Williams). Pour cela, elle a successivement éliminé dans le tableau principal : Lioubomira Batcheva, Jelena Kostanić, Kim Clijsters, Elena Dementieva et Paola Suárez.
En proie à des tendinites à répétition, elle ne confirmera jamais les espoirs suscités par cette performance d'exception. En avril 2008, elle jette définitivement l'éponge et met un terme à sa carrière.
Clarisa Fernández n'a remporté aucun tournoi WTA pendant sa carrière.

## Palmarès

### Titre en simple dames
Aucun

### Finale en simple dames
Aucune

### Titre en double dames
Aucun

### Finale en double dames
Aucune

## Parcours en Grand Chelem

### En simple dames
| Année | Open d'Australie | Open d'Australie | Internationaux de France | Internationaux de France | Wimbledon       | Wimbledon       | US Open         | US Open       |
| ----- | ---------------- | ---------------- | ------------------------ | ------------------------ | --------------- | --------------- | --------------- | ------------- |
| 2001  | -                | -                | -                        | -                        | 1er tour (1/64) | M. Maleeva      | -               | -             |
| 2002  | 1er tour (1/64)  | Rita Grande      | 1/2 finale               | Venus Williams           | 2e tour (1/32)  | Els Callens     | 1er tour (1/64) | Elena Bovina  |
| 2003  | 3e tour (1/16)   | A. Myskina       | 2e tour (1/32)           | Barbara Schett           | 1er tour (1/64) | Fabiola Zuluaga | 1er tour (1/64) | Melinda Czink |
| 2004  | 1er tour (1/64)  | Barbara Schett   | -                        | -                        | -               | -               | -               | -             |
| 2005  | -                | -                | 2e tour (1/32)           | Virginie Razzano         | -               | -               | -               | -             |
| 2006  | -                | -                | 1er tour (1/64)          | Émilie Loit              | 2e tour (1/32)  | Anabel Medina   | 1er tour (1/64) | Nadia Petrova |
| 2007  | 1er tour (1/64)  | Z. Ondrášková    | -                        | -                        | -               | -               | -               | -             |
| 2008  | 1er tour (1/64)  | Alizé Cornet     | -                        | -                        | -               | -               | -               | -             |

À droite du résultat, l’ultime adversaire.

### En double dames
| Année | Open d'Australie           | Open d'Australie          | Internationaux de France   | Internationaux de France | Wimbledon                   | Wimbledon                 | US Open                    | US Open                   |
| ----- | -------------------------- | ------------------------- | -------------------------- | ------------------------ | --------------------------- | ------------------------- | -------------------------- | ------------------------- |
| 2002  | 2e tour (1/16) Amy Frazier | Kim Clijsters Ai Sugiyama | 1er tour (1/32) M. Salerni | V. Ruano Paola Suárez    | 1er tour (1/32) Rita Grande | K. Hrdličková P. Schnyder | 2e tour (1/16) P. Tarabini | Kim Clijsters Shaughnessy |
| 2004  | 1er tour (1/32) H. Nagyová | S. Kuznetsova Likhovtseva | -                          | -                        | -                           | -                         | -                          | -                         |

Sous le résultat, la partenaire ; à droite, l’ultime équipe adverse.

### En double mixte
| Année | Open d'Australie | Open d'Australie | Internationaux de France   | Internationaux de France | Wimbledon | Wimbledon | US Open | US Open |
| 2003  | -                | -                | 1/4 de finale Gastón Etlis | Cara Black Wayne Black   | -         | -         | -       | -       |

Sous le résultat, le partenaire ; à droite, l’ultime équipe adverse.

## Parcours en Fed Cup
| #                                                                            | Date       | Lieu         | Surface      | Gagnante(s)                            | Perdante(s)                | Score          |          |
|                                                                              |            |              |              |                                        |                            |                |          |
| 2001 - 1er tour (groupe mondial) - Japon - Argentine - 1 : 4                 |            |              |              |                                        |                            |                |          |
| 1                                                                            | 28/04/2001 | Tokyo        | Dur (int.)   | Clarisa Fernández                      | Shinobu Asagoe             | 6-3, 4-6, 10-8 | Parcours |
| 1                                                                            | 28/04/2001 | Tokyo        | Dur (int.)   | Saori Obata                            | Clarisa Fernández          | 2-6, 7-5, ab.  | Parcours |
|                                                                              |            |              |              |                                        |                            |                |          |
| 2001 - 1/4 de finale (groupe mondial) - Allemagne - Argentine - 1 : 4        |            |              |              |                                        |                            |                |          |
| 2                                                                            | 21/07/2001 | Hambourg     | Terre (ext.) | Clarisa Fernández Laura Montalvo       | Andrea Glass Bianka Lamade | 6-4, 5-7, 6-2  | Parcours |
|                                                                              |            |              |              |                                        |                            |                |          |
| 2001 - Round robin (groupe mondial) - Russie - Argentine - 3 : 0             |            |              |              |                                        |                            |                |          |
| 3                                                                            | 08/11/2001 | Madrid       | Terre (int.) | Nadia Petrova                          | Clarisa Fernández          | 6-4, 6-3       | Parcours |
|                                                                              |            |              |              |                                        |                            |                |          |
| 2001 - Round robin (groupe mondial) - République tchèque - Argentine - 1 : 2 |            |              |              |                                        |                            |                |          |
| 4                                                                            | 09/11/2001 | Madrid       | Terre (int.) | Clarisa Fernández                      | Květa Hrdličková           | 6-4, 6-3       | Parcours |
|                                                                              |            |              |              |                                        |                            |                |          |
| 2001 - Round robin (groupe mondial) - France - Argentine - 2 : 1             |            |              |              |                                        |                            |                |          |
| 5                                                                            | 10/11/2001 | Madrid       | Terre (int.) | Clarisa Fernández                      | Sandrine Testud            | Forfait        | Parcours |
|                                                                              |            |              |              |                                        |                            |                |          |
| 2002 - 1er tour (groupe mondial) - Argentine - France - 2 : 3                |            |              |              |                                        |                            |                |          |
| 6                                                                            | 27/04/2002 | Buenos Aires | Terre (ext.) | Clarisa Fernández María Emilia Salerni | Nathalie Dechy Émilie Loit | 6-3, 2-6, 6-2  | Parcours |
|                                                                              |            |              |              |                                        |                            |                |          |
| 2002 - Barrage (groupe mondial I) - Hongrie - Argentine - 0 : 5              |            |              |              |                                        |                            |                |          |
| 7                                                                            | 20/07/2002 | Budapest     | Terre (ext.) | Clarisa Fernández                      | Zsofia Gubacsi             | 4-6, 7-5, 6-1  | Parcours |
| 7                                                                            | 20/07/2002 | Budapest     | Terre (ext.) | Clarisa Fernández                      | Petra Mandula              | 7-5, 2-6, 6-4  | Parcours |
|                                                                              |            |              |              |                                        |                            |                |          |
| 2003 - Barrage (groupe mondial I) - Argentine - Hongrie - 3 : 2              |            |              |              |                                        |                            |                |          |
| 8                                                                            | 19/07/2003 | Pilar        | Terre (ext.) | Clarisa Fernández                      | Rita Kuti-Kis              | 6-3, 6-1       | Parcours |
| 8                                                                            | 19/07/2003 | Pilar        | Terre (ext.) | Clarisa Fernández                      | Petra Mandula              | 6-2, 7-5       | Parcours |
|                                                                              |            |              |              |                                        |                            |                |          |
| 2006 - Barrage (groupe mondial II) - Canada - Argentine - 3 : 2              |            |              |              |                                        |                            |                |          |
| 9                                                                            | 15/07/2006 | Edmonton     | Dur (ext.)   | Stéphanie Dubois                       | Clarisa Fernández          | 6-2, 6-4       | Parcours |

## Classements WTA

### Classements en simple en fin de saison
| Année | 1998 | 1999 | 2000 | 2001 | 2002 | 2003 | 2004 | 2005 | 2006 | 2007 | 2008 |
| Rang  | 718  | 293  | 340  | 124  | 31   | 90   | 356  | 151  | 115  | 484  | 535  |

Source : (en) « Classements de Clarisa Fernández », sur le site officiel du WTA Tour

### Classements en double en fin de saison
| Année | 1998 | 1999 | 2000 | 2001 | 2002 | 2003 | 2004 | 2005 |
| Rang  | 225  | 225  | 477  | 114  | 153  | 157  | 701  | 414  |

Source : (en) « Classements de Clarisa Fernández », sur le site officiel du WTA Tour